# PHスポール

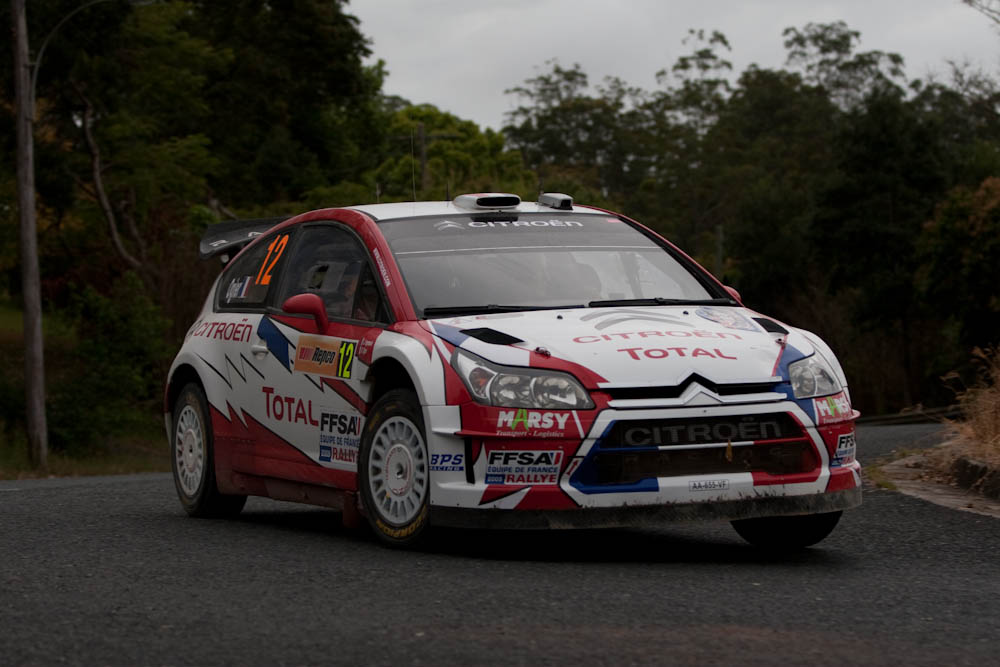
2009年ラリー・オーストラリアに参戦するオジェのC4 WRC

PHスポール（PH SPORT）とは、フランスのラリーチーム・コンストラクター。
旧グループPSA（プジョー・シトロエン）のドライバー育成・カスタマーカー部門として活動し、WRC（世界ラリー選手権）やダカール・ラリー、フランス国内選手権などに参戦している。

## 概要

### ラリー
1990年に共にメカニックであったベルナルド・ピアラとデビッド・ヘンリーにより設立。社名は二人の姓の頭文字から来ている。二人は兵役で知り合って意気投合し、ヘンリーはドライバー、ピアラはコドライバーとしてもラリーに参戦した。
1994年にチームが擁していた中年ドライバーのダニエル・フォレスがルノー・スポールカップでタイトルを獲得し、チームは名声を高めた。

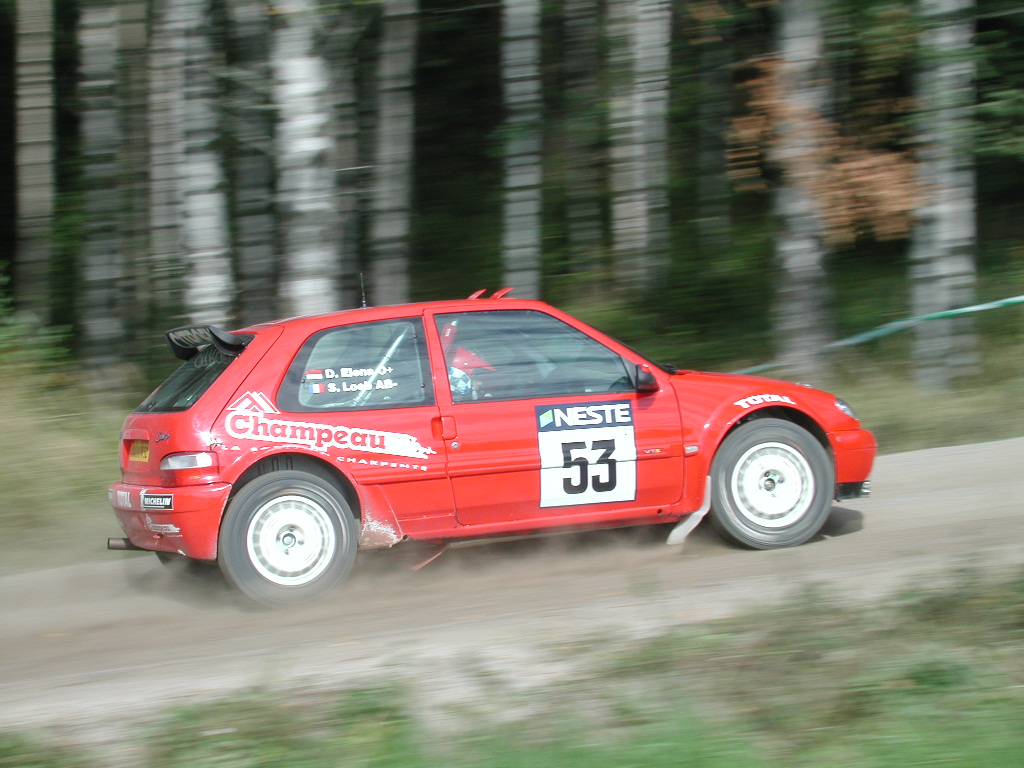
2001年スーパー1600カップに参戦するローブのサクソS1600

1997年に当時若手で実績の乏しかったセバスチャン・ローブを招聘し、2000年にフランス国内の二輪駆動選手権、2001年にスーパー1600カップ（後のJWRC）でタイトルを獲得するまで彼を支援した。この頃からFFSAとシトロエンの共同によるドライバー育成プログラムも担うようになる。
以降もJWRCに参戦し、2002年にはサクソS1600を駆るダニエル・ソラが、2008年にはシトロエン・C2 S1600を駆るセバスチャン・オジェがドライバーズタイトルを獲得した。
2008年にシトロエンのカスタマーレーシング部門である「シトロエン・レーシング・テクノロジーズ（CRT）」とのジョイントで、ジンバブエ出身のコンラッド・ローテンバッハとエストニア出身のウルモ・アーヴァを擁してクサラWRCやシトロエン・C4 WRCでWRCにフル参戦。最終戦のみオジェも参戦した。

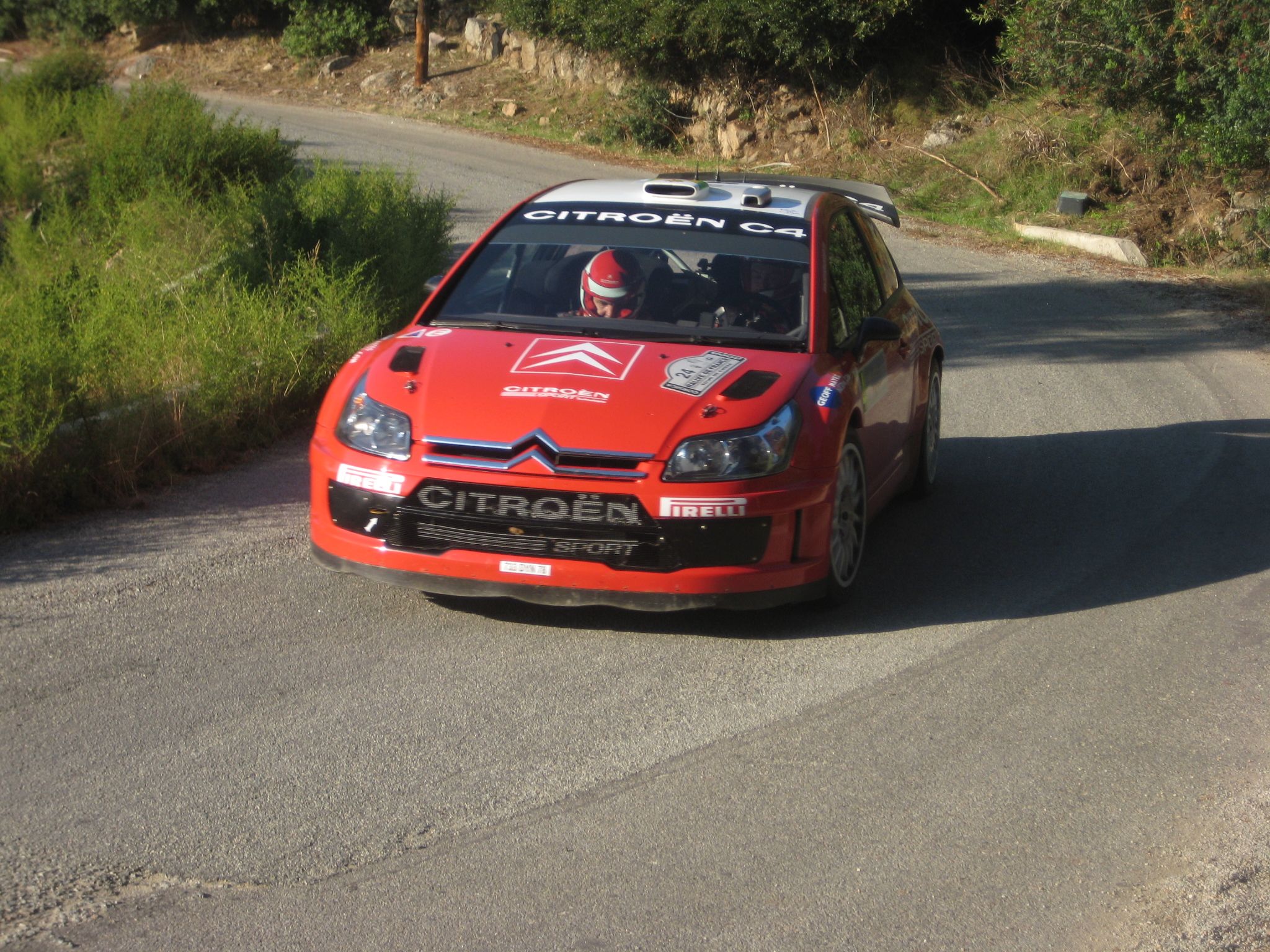
2008年ラリー・ド・フランスに参戦する、コンラッド・ローテンバッハのシトロエン・C4 WRC

2009〜2012年に「シトロエン・ジュニアチーム」としてフル参戦。オジェやエフゲニー・ノビコフ、ダニ・ソルド、キミ・ライコネン、ティエリー・ヌービルのような若手の他、クリス・アトキンソンやペター・ソルベルグのようなメーカー撤退によりシートを喪失した実力あるドライバーが参戦した。2010年にはオジェが、ポルトガルでチーム初の総合優勝を果たしている。
2011年のみ、CRTが各プライベーターへマシン供給を行うという形を取ったため、ジュニアチームのバナーは一旦消滅した。これによりライコネンやソルベルグは独自チームとして参戦した。また2013年以降はグループR車両の供給へ切り替えたため、ジュニアチームとしてのWRC最高峰への参戦は行われなくなった。

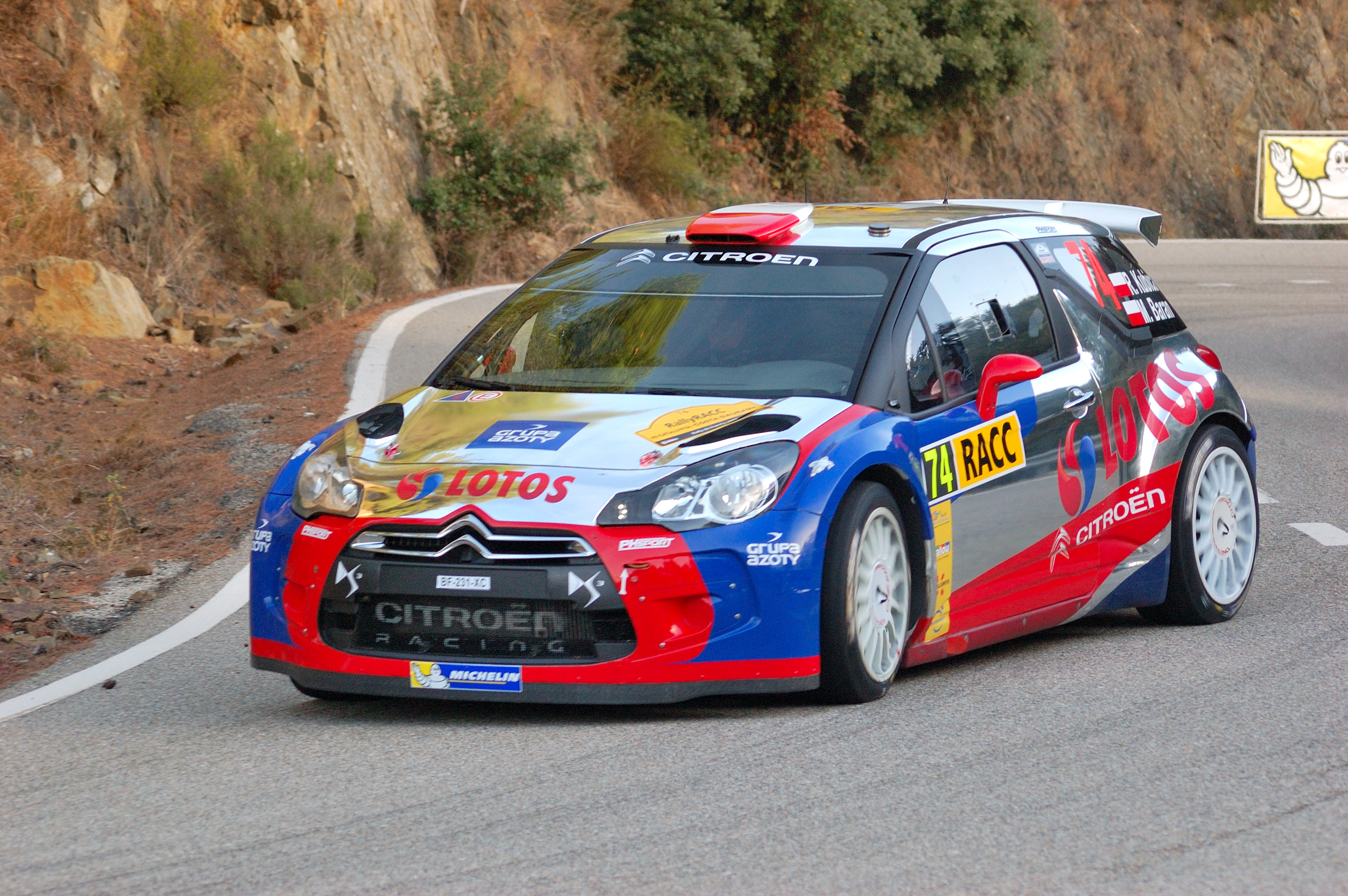
ラリー・カタルーニャに参戦する2013年ロバート・クビサのシトロエン・DS3 RRC

2013年からシトロエンでWRC2/WRC3に参戦。2013年にロバート・クビサが初代WRC2チャンピオン、2015年にステファン・ルフェーブルがWRC3/JWRCダブルチャンピオンとなった。
2016年WRCでシトロエン・レーシングが活動を休止した際には、「アブダビ・トタル・ワールドラリーチーム」としてクリス・ミークと共にシトロエン・DS3 WRCで1年限定で最高クラスに復帰。スポット参戦メインであったため、出走順の利を活かして2勝をマークすることができた。
2020年にシトロエン・C3 R5を駆るマッズ・オストベルグがWRC2タイトルを獲得した。これでPHスポールは下位クラスながら7度目の世界タイトルとなった。

### ラリーレイド

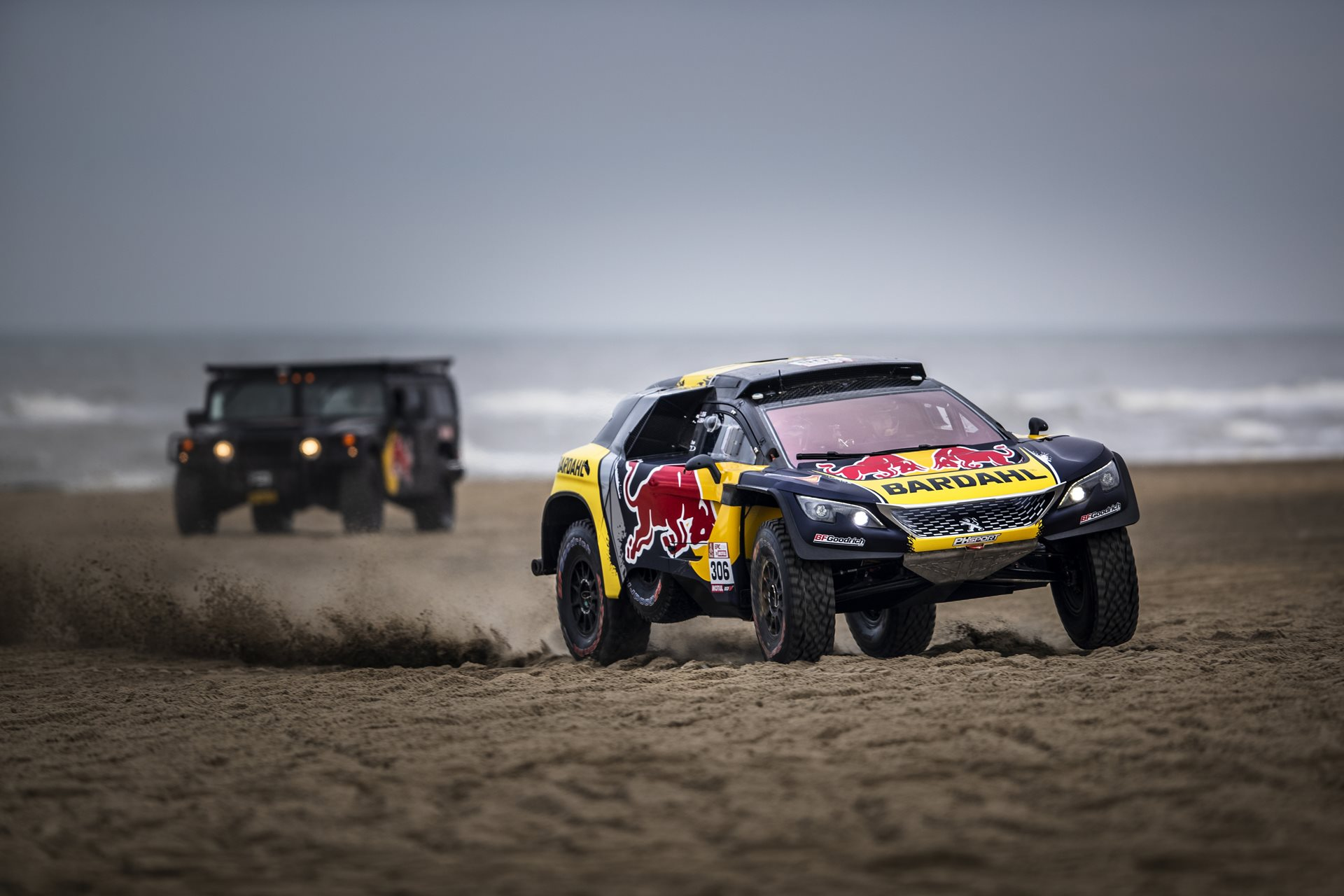
2019年ダカール・ラリーに参戦するローブと3008 DKR（手前）

2017年からプジョー・スポールの型落ちマシン（2008 DKR 16）を3台購入の上、レンタルでドライバーたちに貸し出すという形でダカール・ラリーにも参戦。中東のハリド・アル＝カシミ、英国人不動産王ジョン・ハントの息子ハリー・ハントらがエントリーした。
翌2018年は3008 DKR Maxiも購入。アル＝カシミが自身最高の総合6位で完走を果たした。
プジョー撤退後の2019年もPHスポールはダカールに残り、ハントとフランス人のピエール・ラショームに、育成時代に所属したセバスチャン・ローブの3台体制で参戦。全幅が最新規則に適合しない最終型の3008 DKR Maxiは使用できず、旧型の3008 DKRを用いた。ローブが4度のステージウィンを果たし、3位表彰台を獲得した。2021年は四輪のエントリーはなく、2022年はフランス人のライオネル・バウド/ジャン＝ピエール・ギャルサン組が3008 DKRで参戦し48位で完走した。
2020年以降はCan-AmのリーサルウェポンであるマーベリックX3をベースとした、グループT3規定の軽量プロトタイプSxSである「ゼファー」を新規開発してカスタマーへの販売も行っている。初年度はWRC時代に所属していたコンラッド・ローテンバッハがドライブした（結果はリタイア）。2年目以降は複数台に増加し、クリス・ミークもステージ2勝を挙げるなど善戦（結果はマシン出火でリタイア）。2022年にフランス人のライオネル・コステが総合10位フィニッシュしたのが最高成績となっている。

### その他
レース活動以外では、プジョー・シトロエンの旧車のラリーカーのスペアパーツの供給を行っている。